# Bertoncourt
Bertoncourt település Franciaországban, Ardennes megyében. Lakosainak száma 128 fő (2022. január 1.). Bertoncourt Doux, Novy-Chevrières, Rethel és Sorbon községekkel határos.

## Népesség
A település népességének változása:
| Lakosok száma | 147  | 166  | 147  | 141  | 131  | 130  | 127  | 126  | 126  | 128  |
|               | 1968 | 1982 | 1990 | 2006 | 2013 | 2015 | 2017 | 2019 | 2020 | 2022 |